# Bärenbach (Rhin-Hunsrück)
Pour les articles homonymes, voir Bärenbach.
Bärenbach est une municipalité du Verbandsgemeinde Kirchberg, dans l'arrondissement de Rhin-Hunsrück, en Rhénanie-Palatinat, dans l'ouest de l'Allemagne.

## Références

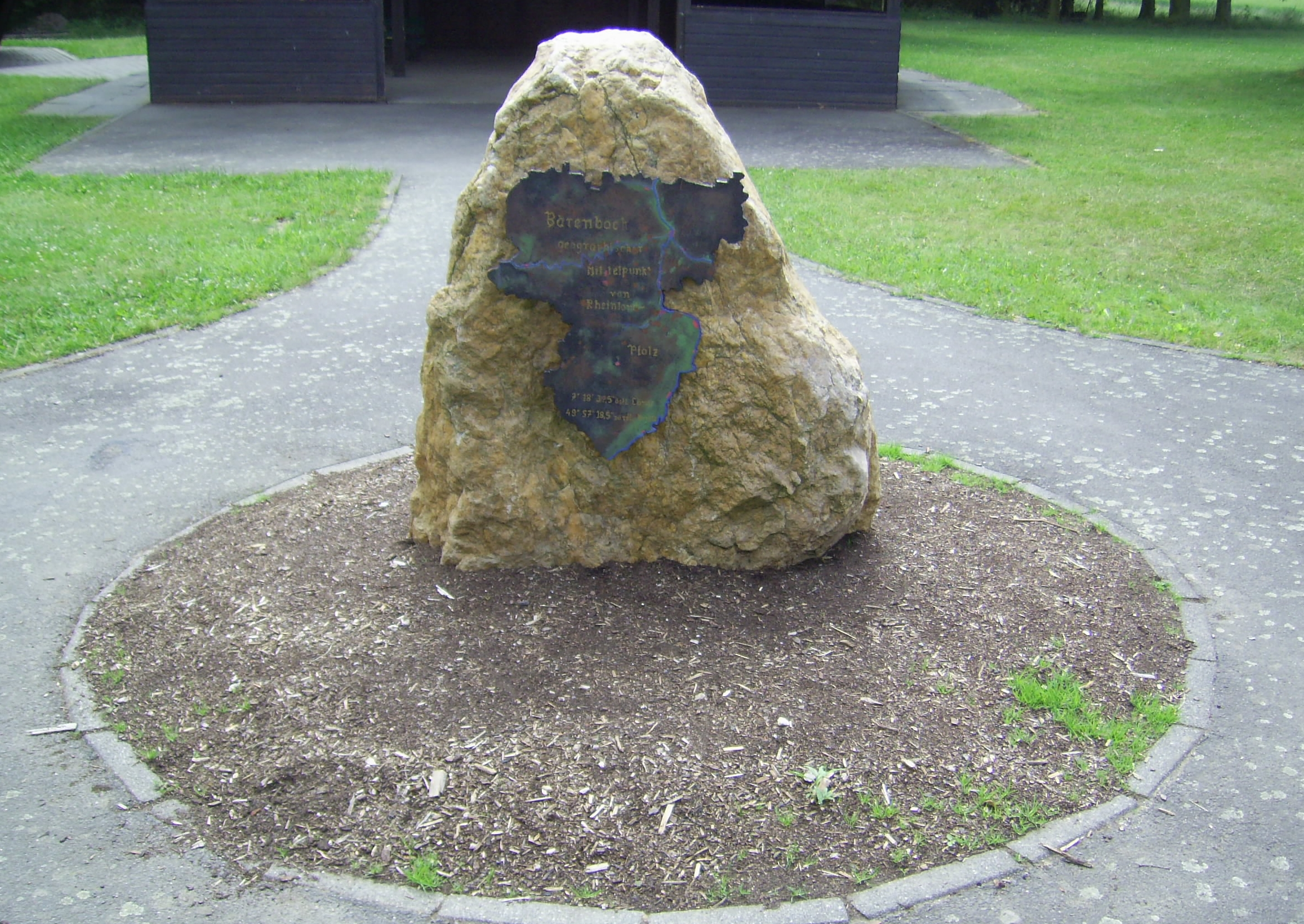
Monument marquant le milieu géographique de la Rhénanie-Palatinat.